# Lophothericles disparilis
Lophothericles disparilis är en insektsart som först beskrevs av Bolívar, C. 1914.  Lophothericles disparilis ingår i släktet Lophothericles och familjen Thericleidae. Inga underarter finns listade i Catalogue of Life.